# Зв'язність на головних розшаруваннях
В диференційній геометрії поняття  зв'язності використовується для введення поняття паралельного перенесення, кривини і інших. Першочергово воно виникло для дотичних розшарувань диференційовних многовидів і згодом було узагальнено на інші типові об'єкти, зокрема головні розшарування особливо важливим прикладом яких для диференціальної геометрії є так звані реперні розшарування елементами яких є базиси відповідних дотичних просторів диференційовного многовиду. 

## Означення
Нехай {\displaystyle \pi \colon P\rightarrow M} є головним розшаруванням зі структурною групою {\displaystyle G}. Для даної групи відповідно визначена права дія на розшаруванні
{\displaystyle R\colon P\times G\rightarrow P}.
Нехай, як звичайно, також {\displaystyle {\mathfrak {g}}} позначає алгебру Лі групи {\displaystyle G}.
Для {\displaystyle p\in P} дана дія визначає ін'єктивне лінійне відображення {\displaystyle R_{*p}:{\mathfrak {g}}\to T_{p}P.} Елементи простору {\displaystyle T_{p}P}, що є образами при цьому відображенні називаються вертикальними векторами. Фактор-простір {\displaystyle T_{p}P} по підпростору вертикальних векторів є ізоморфним до {\displaystyle T_{\pi (p)}M}. Зокрема відображення утворюють точну послідовність
{\displaystyle 0\to {\mathfrak {g}}\;{\xrightarrow {R_{*p}}}\;T_{p}P\;{\xrightarrow {\pi _{*}}}\;T_{\pi (p)}M\to 0.}
Фактично задання зв'язності полягає у виборі доповнень в  {\displaystyle T_{p}P} до підпростору вертикальних векторів. Ці доповнення визначаються як ядра деякої {\displaystyle {\mathfrak {g}}}-значної 1-форми на розшаруванні, що для вертикальних векторів є оберненою до відображень {\displaystyle R_{*p}.}
Формально зв'язністю називається {\displaystyle {\mathfrak {g}}}-значна 1-форма {\displaystyle \omega \in \Omega ^{1}(P,{\mathfrak {g}})}, для якої виконуються умови:
{\displaystyle R_{g}^{*}\omega =\operatorname {Ad} (g^{-1})\circ \omega } для всіх {\displaystyle g\in G}.
і
{\displaystyle \omega _{p}\circ R_{*p}X=X} для всіх {\displaystyle X\in {\mathfrak {g}}}.
де {\displaystyle R_{g}:P\rightarrow P} позначає множення справа на елемент {\displaystyle g\in G},  {\displaystyle \omega _{p}} — обмеження диференційної форми в точці {\displaystyle p\in P}, {\displaystyle \operatorname {Ad} :G\rightarrow GL({\mathfrak {g}})} — приєднане представлення групи Лі {\displaystyle \operatorname {Ad} (g)X={\frac {d}{dt}}g\exp(tX)g^{-1}{\bigl |}_{t=0}.}
Підпростір векторів, що належать ядру {\displaystyle \omega _{p}} називається простором горизонтальних векторів. Якщо позначити його як {\displaystyle H_{p}}, то справедливою є рівність 
{\displaystyle (R_{p})_{*}H_{p}=H_{pg},} для всіх {\displaystyle p\in P,\;g\in G.}
Дану рівність є еквівалентною першій умові означення зв'язності.

## Властивості і приклади
На будь-якому тривіальному головному розшаруванню {\displaystyle M\times G} існує зв'язність яку задає класична Форма Маурера — Картана, якщо її значення визначати на другому аргументі добутку.
Будь-яка опукла комбінація форм, що задають зв'язності теж є зв'язністю. Як наслідок з цієї і попередньої властивості на довільному головному розшаруванні над паракомпактним гладким многовидом можна ввести зв'язність. Для цього потрібно ввести зв'язності породжені формами Маурера — Картана на локально скінченному покритті локально тривіальними відкритими підмножинами і застосувати відповідне розбиття одиниці.
Нехай {\displaystyle \pi \colon P\rightarrow M} і {\displaystyle {\bar {\pi }}\colon Q\rightarrow N} — два диференційовні головні розшарування зі структурною групою {\displaystyle G} і також {\displaystyle \varphi \colon P\rightarrow Q} і {\displaystyle \psi \colon M\rightarrow N} — диференційовні відображення для яких {\displaystyle {\bar {\pi }}\circ \varphi =\psi \circ \pi .} Тоді для довільної зв'язності  {\displaystyle \omega } на {\displaystyle Q} диференційна форма {\displaystyle \varphi ^{*}\omega } є зв'язністю на {\displaystyle P.}

## Кривина
Формою кривини для зв'язності {\displaystyle \omega } називається 2-форма:
{\displaystyle \Omega =d\omega +{\tfrac {1}{2}}[\omega \wedge \omega ].}
В формулі вище використані позначення
{\displaystyle [\omega \wedge \eta ](v_{1},v_{2})=[\omega (v_{1}),\eta (v_{2})]-[\omega (v_{2}),\eta (v_{1})]}де справа {\displaystyle [\cdot ,\cdot ]} позначає дужки Лі векторних полів
і зовнішня похідна {\displaystyle d\omega }:
{\displaystyle d\omega (X,Y)=X(\omega (Y))-Y(\omega (X))-\omega ([X,Y]).}
Якщо форма кривини всюди рівна нулю, то зв'язність називається плоскою. На розшаруванні {\displaystyle \pi \colon P\rightarrow M} можна ввести плоску зв'язність тоді і тільки тоді коли існує покриття {\displaystyle \{U_{\alpha }\}} бази  {\displaystyle M} відкритими множинами для яких {\displaystyle \pi ^{-1}U_{\alpha }} є тривіальними розшаруваннями і функції переходу {\displaystyle g_{\alpha \beta }:U_{\alpha }\cap U_{\beta }\to G} є константами.
Форма кривини є горизонтальною, тобто якщо хоча б один з її аргументів є вертикальним вектором, то в цій точці вона приймає нульове значення. Також форма кривини є {\displaystyle G}-еквіваріантною, тобто {\displaystyle R_{g}^{*}\Omega =\operatorname {Ad} (g^{-1})\circ \Omega .}

### Рівність Б'янкі
Зовнішня похідна форми кривини рівна
{\displaystyle d\Omega =\left[\Omega ,\omega \right]}.

## Паралельне перенесення
Для довільної гладкої кривої {\displaystyle \gamma :\left[0,1\right]\rightarrow M} і точки {\displaystyle x\in \pi ^{-1}(\gamma (0))} існує єдина крива {\displaystyle {\tilde {\gamma }}:\left[0,1\right]\rightarrow P} для якої {\displaystyle {\tilde {\gamma }}_{x}(0)=x,} {\displaystyle \pi ({\tilde {\gamma }}_{x})=\gamma } і окрім того дотичний вектор до {\displaystyle {\tilde {\gamma }}} є горизонтальним вектором у відповідній точці кривої. 
Для довільної гладкої кривої {\displaystyle \gamma :\left[0,1\right]\rightarrow M} можна визначити відображення
{\displaystyle P_{\gamma }(x)={\tilde {\gamma }}_{x}(1),\;\;x\in \pi ^{-1}(\gamma (0)).}
Відображення {\displaystyle P_{\gamma }:\pi ^{-1}(\gamma (0))\rightarrow \pi ^{-1}(\gamma (1))}, називається паралельним перенесенням вздовж кривої {\displaystyle \gamma }.
Для довільної точки {\displaystyle p\in P} введені відображення визначають групу голономій як підкрупу групи дифеоморфізмів простору {\displaystyle F_{p}:=\pi ^{-1}(p)} щодо паралельних перенесень вздовж замкнутих кривих з початком і кінцем в цій точці. А саме якщо {\displaystyle \gamma :\left[0,1\right]\rightarrow P} гладка крива для якої {\displaystyle \gamma (0)=\gamma (1)=p} і {\displaystyle x\in F_{p}} то визначена як вище крива {\displaystyle {\tilde {\gamma }}} для якої {\displaystyle {\tilde {\gamma }}(0)=x} визначає відображення {\displaystyle f_{\gamma }(x):={\tilde {\gamma }}(1)}. Дане відображення є автоморфізмом простору {\displaystyle F_{p}.} Група автоморфізмів {\displaystyle f_{\gamma }} для всіх таких кривих {\displaystyle \gamma } називається групою голономій.